# Hans Nordgren
Hans Per Wilhelm Nordgren, född 15 november 1908 i Söderhamn, död där 17 juli 1994, var en svensk skräddarmästare och moderat politiker. Han var son till Gabriel Nordgren. 
Nordgren avlade studentexamen i Söderhamn 1927 och genomgick Höhere Fachschule für Herren- und Damenkleidermachergewerbe i Wien 1927–31, varifrån han erhöll gesäll- och mästarbrev. Han var därefter verksam som skräddarmästare i Söderhamn 1932–73.
Nordgren var ledamot av styrelsen för Söderhamns Sparbank 1952–79. Han var även ordförande styrelsen för Hantverkarnas folkhögskola i Leksand samt ledamot av utredning angående kontant understöd vid arbetslöshet (1966–71). Han var ledamot av styrelsen för Sveriges skrädderiidkarförbund (ordförande 1957), av Söderhamns Fabriks- och hantverksförening (ordförande 1951), Gävleborgs läns hantverksförbund (ordförande 1957) och Sveriges hantverks- och industriorganisation (förste vice ordförande 1958–78). 
Nordgren var ledamot av Söderhamns högerförening (ordförande 1955) och av Gävleborgs läns högerförbund 1956 (ordförande 1960-84). Han blev ledamot av Högerns företagarråd 1960 och ordförande i dess arbetsutskott 1965. Han var ledamot av Söderhamns stadsfullmäktige/kommunfullmäktige 1955–79, ledamot av drätselkammaren från 1956 och av skolstyrelsen. Han var även ledamot av Söderhamns kyrkofullmäktige 1951–85, av kyrkorådet 1977–85 och dess ordförande 1980–82.     
Nordgren var ledamot av riksdagens andra kammare från 26 juli 1958 till 1968 samt riksdagsledamot 1971–1976, invald i Gävleborgs läns valkrets. Han var 1959–1968 suppleant i Bankoutskottet. Han var ledamot i första AP-fonden samt i riksdagens inrikesutskott.